# Frankie Baumholtz
Frank Conrad Baumholtz, detto Frankie (Midvale, 7 ottobre 1918 – Winter Springs, 14 dicembre 1997), è stato un giocatore di baseball e cestista statunitense, professionista nella MLB, nella NBL e nella BAA.

## Palmarès
- All-NBL Second Team (1946)
- All-BAA Second Team (1947)
- MVP National Invitation Tournament (1941)